# SN 2001ku
SN 2001ku – supernowa typu Ia odkryta 19 czerwca 2001 roku w galaktyce A133945+6323. W momencie odkrycia miała maksymalną jasność 19,90m.